# Providentia

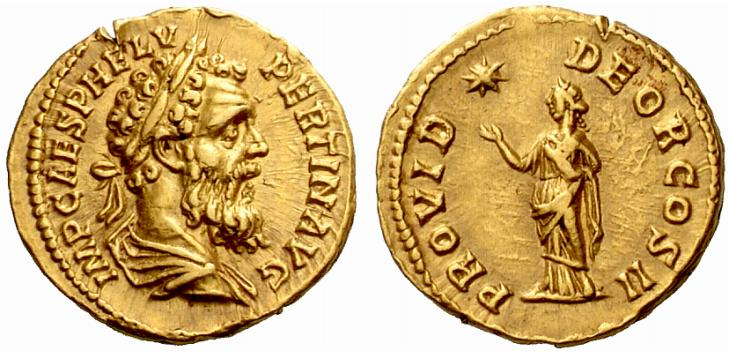
Aureo romano acuñado bajo el reinado de Pertinax. Inscripción: IMP. CAES. P. HELV. PERTIN. AVG. / PROVIDentia DEORum COnSul II

En la antigua religión romana, Providentia es una personificación divina de la capacidad de previsión y provisión. Era una de las personificaciones de las virtudes que formaban parte del culto imperial de la antigua Roma. Providentia aparece en el arte, el culto y la literatura, pero su mitología es escasa o inexistente.[cita requerida] .
La Providentia era una importante abstracción moral y filosófica en el discurso romano. Cicerón dice que es uno de los tres componentes principales de prudentia, "el conocimiento de las cosas que son buenas o malas o ninguna", junto con memoria, "memoria", e intellegentia, "comprensión". La palabra latina es el origen del concepto cristiano de providencia divina.

## Culto imperial
A la muerte de Augusto, el emperador Tiberio instituyó un altar a Providentia Augusta en reconocimiento a "la divinidad manifestada en las provisiones de su padre para el estado romano". El título de culto Augusta se atribuyó también a diosas como Pax, Justitia y Concordia durante la época imperial. Los epítetos tradicionales invocaban a una deidad dentro de una esfera funcional específica declarando su poder. El título Augusta fijaba así la fuerza de la divinidad dentro de la esfera del emperador como Augusto.
En el año 28 d. C., después de que Tiberio arrestara y ejecutara a Sejano por conspiración, el Culto de las Virtudes desempeñó un papel en la propaganda que presentaba la restauración del orden imperial como un retorno al gobierno constitucional. Se ofrecieron sacrificios a Providentia junto con Salus ("Seguridad"), Libertas ("Libertad") y el Genio. En esta época, Providentia también recibió un sacerdote permanente a tiempo completo (sacerdos) dedicado a ella. A raíz de la conspiración de Pisón contra Nerón, en el año 59 d. C las celebraciones religiosas para reparar el estado incluyeron sacrificios de los Hermanos Arvales a varias divinidades, entre ellas Providentia.

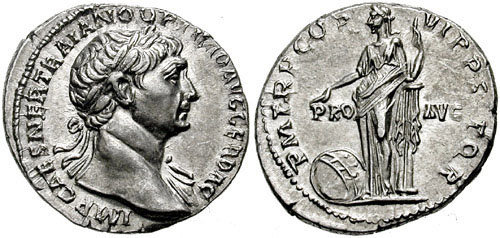
Denario de Trajano (acuñado entre 115 y 116 d. C.) con la representación de Providentia

La Providentia aparece en las monedas romanas de Vespasiano, Trajano, Adriano, Antonino Pío, Septimio Severo, Cómodo, Pertinax y Diocleciano. Una moneda emitida por Tito representaba a su deificado padre Vespasiano entregando un globo terráqueo a su hijo como sucesor, con la leyenda Providentia Augusta. Las monedas emitidas por Nerva representaban al Genio del Senado entregando el globo terráqueo al nuevo emperador, con la leyenda Providentia Senatus, "la Providencia del Senado".

## Providencia en la numismática
Providentia ha sido el motivo principal de muchas monedas y medallas de colección; la más reciente es la famosa moneda de oro de 100 euros Sculpture, emitida el 13 de noviembre de 2002. El reverso muestra la Fuente de Providentia ("Provendentia Brunnen") en el centro de Viena, obra de uno de los más grandes escultores barrocos, Georg Rafael Donner. En el centro de la moneda aparece la figura alegórica de Providentia con un medallón del dios romano Jano, que tenía dos caras. Alrededor de la fuente hay otras figuras simbólicas que representan ríos afluentes del Danubio. Providentia está entronizada en lo alto sobre la figura de un anciano que representa el río Enns.